# Taposiris Magna

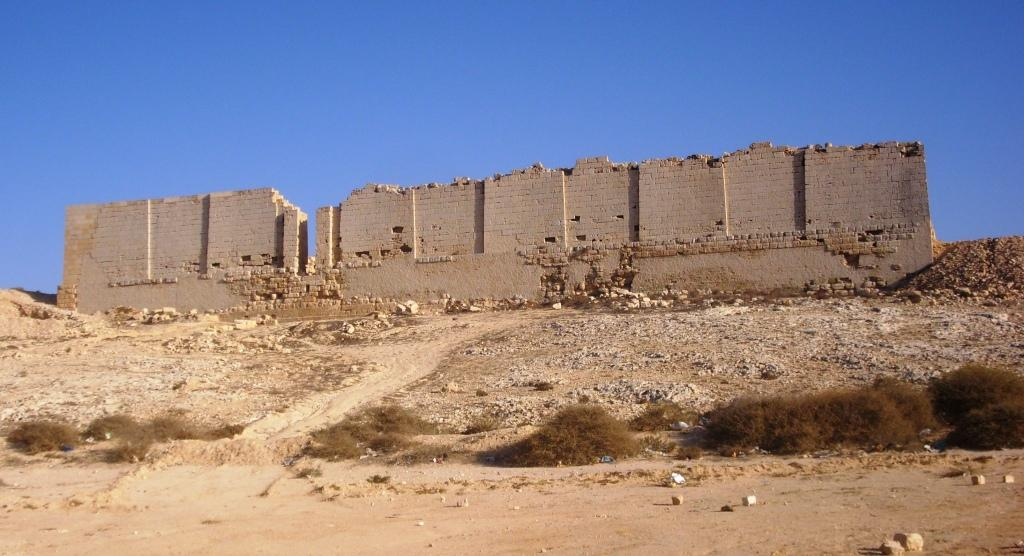
Ruiny świątyni Ozyrysa

Taposiris Magna – starożytny port nad Morzem Śródziemnym położony 45 km na zachód od Aleksandrii. Założony przez Ptolemeusza II, w czasach dynastii Ptolemejskiej był ważnym i cenionym ośrodkiem produkcji wina. Według greckiego geografa Strabona odbywały się tu wielkie uroczystości ku czci Ozyrysa, co potwierdzają ruiny wielkiej świątyni mu poświęconej.

## Prace archeologiczne
- 1905 – włoski archeolog Annibale Evaristo Breccia odkrywa fundamenty bazyliki koptyjskiej z IV wieku oraz pozostałości rzymskich term
- 1998 – węgierska ekspedycja archeologiczna pod przewodnictwem Gyza Vörösa odkrywa ślady kolumnady i popiersie kobiety wykonane z czarnego marmuru
- październik 2005 – rozpoczęto tu inspirowane przez Kathleen Martinez[2] (wykładowca archeologii na uniwersytecie Santo Domingo na Dominikanie) poszukiwania grobu Kleopatry